# 埃默努维尔
埃默努维尔（法語：Ermenouville，法語發音：[ɛʁmənuvil]）是法国滨海塞纳省的一个市镇，属于迪耶普区。

## 地理
埃默努维尔（49°47'57"N, 0°47'18"E）面积3.7 平方千米，位于法国诺曼底大区滨海塞纳省，该省份为法国北部沿海省份，其西部及北部濒大西洋英吉利海峡，东起顺时针与索姆省、瓦兹省、厄尔省和卡爾瓦多斯省接壤。
与埃默努维尔接壤的市镇（或旧市镇、城区）包括：昂然、圣科隆布。
埃默努维尔的时区为UTC+01:00、UTC+02:00（夏令时）。

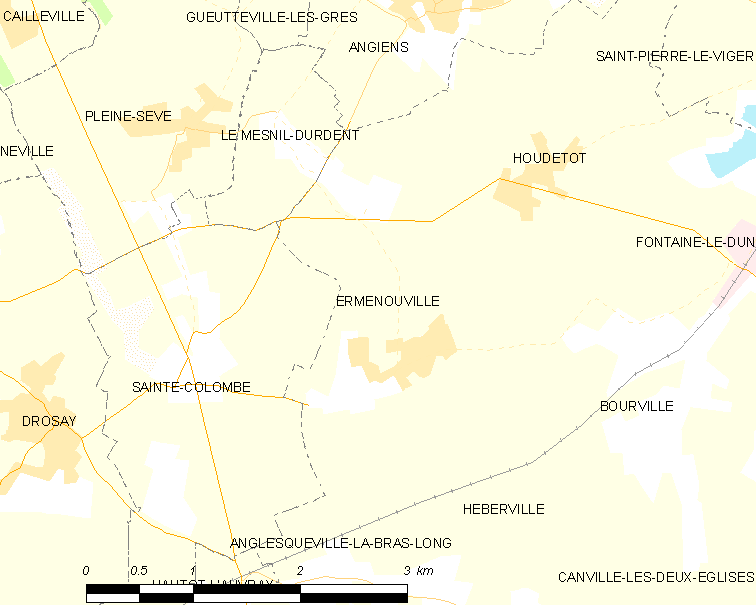
埃默努维尔的OSM定位图

## 行政
埃默努维尔的邮政编码为76740，INSEE市镇编码为76241。

## 政治
埃默努维尔所属的省级选区为科地区圣瓦勒里县。

## 人口

1962-2008年间埃默努维尔人口变化图示

埃默努维尔于2022年1月1日时的人口数量为128人。